# Acrossus rubripennis
Acrossus rubripennis är en skalbaggsart som beskrevs av Horn 1870. Acrossus rubripennis ingår i släktet Acrossus och familjen Aphodiidae. Inga underarter finns listade i Catalogue of Life.